# Transports Publics du Chablais
De Transports Publics du Chablais SA (afgekort: TPC) is een Zwitserse onderneming met hoofdkantoor in Aigle in het kanton Vaud.

## Geschiedenis
De Transports Publics du Chablais SA was sinds 1975 een samenwerkingsverbond van de AL, ASD en de BVB. In 1977 voegde de AOMC zich bij de TPC.
In 1999 ontstond de Transports Publics du Chablais SA (TPC) door de fusie van:
- Chemin de fer Aigle-Leysin (AL)
- Chemin de fer Aigle-Sépey-Diablerets (ASD)
- Chemin de fer Aigle-Ollon-Monthey-Champéry (AOMC)
- Chemin de fer Bex-Villars-Bretaye (BVB)

### Chemin de fer Aigle-Leysin

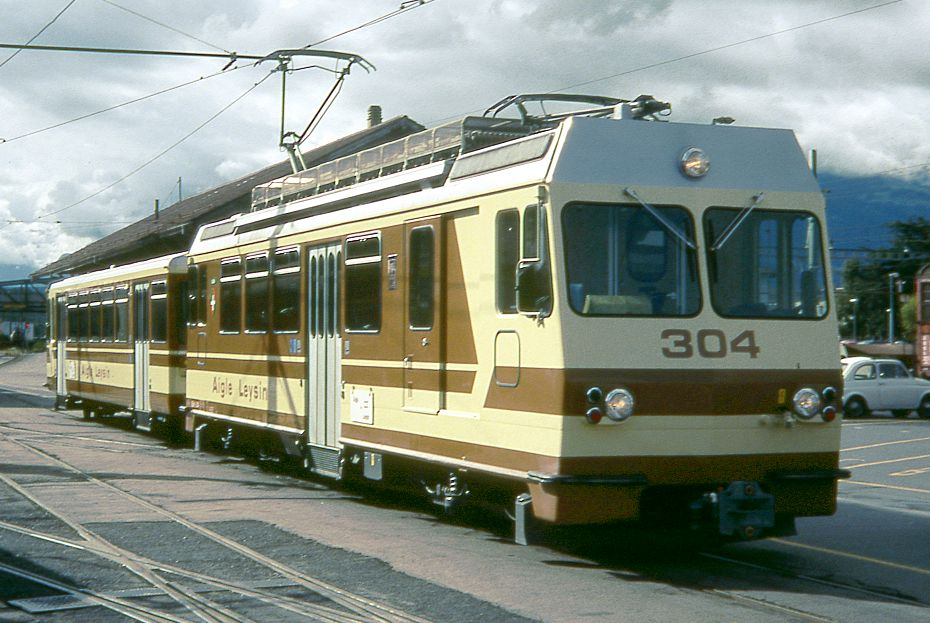
treinstel van de AL

Het eerste trajectdeel loopt als een tramlijn door de stad Aigle naar het depot Aigle werd op 5 mei 1900 geopend en ging verder naar het in 1932 gesloten Grand-Hôtel.
Op 6 november 1900 werd het tandstaaftraject naar Leysin Feydey geopend. Op 8 september 1915 werd het traject verlengd naar Leysin Grand Hôtel.
Oorspronkelijk werden de wagens naar Leysin door de stad Aigle door een tram naar het depot in Aigle gebracht waar een tandrad locomotief de wagens overnam.
Het 6,3 kilometer lange traject loopt van het SBB station in Aigle gelegen in het Rhônedal met een spoorbreedte van 1.000 mm en een tandstaaf Abt. Het tandstaaftraject is 5,3 kilometer lang en heeft een helling tot 230‰.
Sinds 1986 bestaan er plannen voor verlenging van het traject naar de top van de Berneuse waarvoor ook een concessie werd verstrekt. Het traject met een lengte van 5,3 kilometer zou voorzien worden van een tandstaaf en een maximale helling van 230‰.
Oorspronkelijk werden de wagens naar Leysin door de stad Aigle door een tram naar het depot in Aigle gebracht waar een tandradlocomotief de wagens overnam.

### Chemin de fer Aigle-Ollon-Monthey-Champéry
De Chemin de fer Aigle-Ollon-Monthey (AOM) opende in 1907 het traject van het station Aigle over Ollon naar het station van Monthey.
Het 11,2 kilometer lange traject loopt van het SBB station in Aigle gelegen in het Rhônedal naar het SBB station in Monthey gelegen in het Rhônedal met een spoorbreedte van 1.000 mm.
De Chemin de fer Monthey-Champéry-Morgins (MCM) opende in 1908 het traject
van Monthey naar Champéry.
Het 12,2 kilometer lange traject loopt van het SBB station in Monthey gelegen in het Rhônedal met een spoorbreedte van 1.000 mm en een tandstaaf Strub. Dit traject heeft drie tandstaafdelen met een lengte van 3,5 kilometer en een helling tot 135‰.
In 1946 fuseerde de AOM met de MCM en ontstond de Chemin de fer Aigle-Ollon-Monthey-Champéry (AOMC)

### Chemin de fer Aigle-Sépey-Diablerets
Het traject van Aigle via Sépey naar Diablerets werd in 1914 geopend door de Aigle-Sépey-Diablerets (ASD).
Het 23,2 kilometer lange traject loopt van het SBB station in Aigle gelegen in het Rhônedal met een spoorbreedte van 1.000 mm. Het traject heeft geen tandstaaf.

### Chemin de fer Bex-Villars-Bretaye

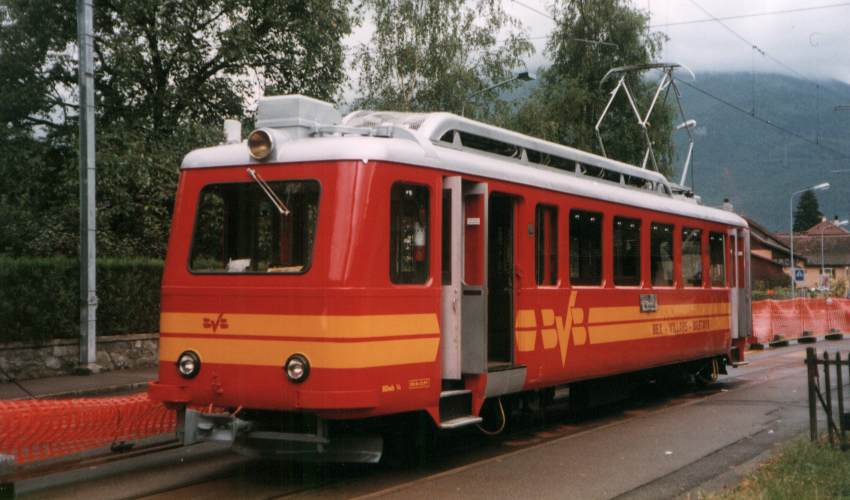
motorwagen van de BVB

De Chemin de fer Bex-Gryon-Villars-Chesières (BGVC) opende in 1906 het traject van Bex naar Gryon enVillars en Chesières.
In het verlengde van de BGVG opende de Chemin de fer Villars-Bretaye (VB) in 1913 het traject van Villars naar Bretaye.
In 1942 fuseerden de Chemin de fer Bex-Gryon-Villars-Chesières ed de Chemin de fer Villars-Bretaye tot de Chemin de fer Bex-Villars-Bretaye
Het traject Villars – Chesières werd in de jaren 1960 opgebroken en door een busdienst vervangen.
Het 17,1 kilometer lange traject loopt van het SBB station in Bex gelegen in het Rhône dal met een spoorbreedte van 1.000 mm en een tandstaaf Abt. Het tandstaaftraject is 5,3 kilometer lang en heeft een helling tot 200‰.